# Steve Alford
Steve Alford, född 23 november 1964 i Franklin, Indiana, är en amerikansk idrottare som tog OS-guld i basket 1984 i Los Angeles. Detta var USA:s åttonde guld i herrbasket vid olympiska sommarspelen. i NBA spelade han bland annat för Dallas Mavericks.